# Agencia Ferroviaria de la Unión Europea
La Agencia Ferroviaria de la Unión Europea (ERA), conocida también como Agencia Ferroviaria Europea, es una autoridad de la Comisión Europea que vela por la seguridad y la interoperabilidad de la red ferroviaria europea y tiene en exclusiva la autorización y certificación de las empresas o vehículos ferroviarios que vayan a operar por más de un Estado de la Unión. Tiene la misión de contribuir al funcionamiento pleno de un único espacio ferroviario europeo. Depende directamente del comisario de Transportes y está adscrita a la Dirección General de Movilidad y Transportes de la Comisión.

## Historia
Fue creada el 29 de abril de 2004 a instancia del Parlamento Europeo y el Consejo de la Unión Europea. Tiene su sede repartida entre las ciudades de Valenciennes, en la cual tiene su sede administrativa, y Lille, donde realiza los encuentros interestatales y conferencias internacionales.

## Funciones
Este organismo tiene la función de unificar los principales reglamentos técnicos y las normas nacionales de seguridad en el mundo ferroviario, muy a menudo incompatibles entre sí, y establecer progresivamente los objetivos de seguridad comunes a todos los ferrocarriles de la Unión Europea. Así pues, tiene como objetivo crear un mercado verdaderamente integrado del tren, y poder competir con otros medios de transporte, al mismo tiempo que mantiene su alto nivel de seguridad. 
Su presupuesto es de 14,5 millones de euros por año.
El consejo de administración, dirigido actualmente por el austríaco Josef Doppelbauer, está formado por un representante de cada estado miembro de la Unión Europea, dos representantes de la Comisión Europea y seis representantes del sector ferroviario, si bien estos no tienen derecho a voto.